# 亜欧堂田善

浅間山図屏風 東京国立博物館所蔵 重要文化財

亜欧堂 田善（あおうどう でんぜん、寛延元年（1748年） － 文政5年5月7日（1822年6月25日））は、江戸時代後期の洋風画家、銅版画家。生れは陸奥国須賀川（現在の福島県須賀川市）。本名は永田善吉で、略して田善と称した。可大ともいった。亜欧堂田善は号で、「AEUDOO DENZENTO」と落款する。別号に星山堂、亜欧陳人。

## 生涯

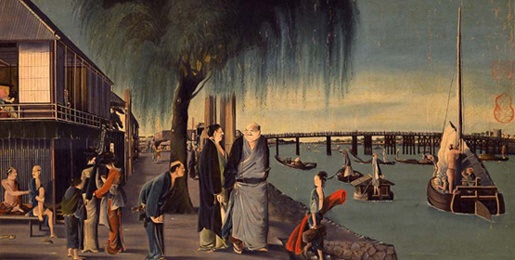
両国図

### 生い立ち
農具商を営む富豪、永田惣四郎の次男として生まれる。8歳の時父が亡くなり、紺屋だった兄・丈吉の仕事を長い間手伝う。兄は画号を持つ程度に絵心があり、田善は家業のかたわら兄から絵を習い、宝暦12年（1762年）15歳の時、描いた絵馬「源頼義水請之図」を地元の古寺山（こでらさん）白山寺に奉納している。安永元年（1772年）、伊勢参りに行った際、伊勢国宇治山田寂照寺の画僧月僊（げっせん）について画を学び、以後、田善と号する。
少年時代の田善の逸話は他の大半の近世絵師同様殆ど残っていないが、地元の古老の話として、田善は瓦を焼く窯から昇る煙に興味を惹かれて、家業も手伝わずに毎日毎日弁当持参で夜遅くまで眺め続けた結果、近所から狂人扱いされたという。この逸話はこうした話にありがちな誇張が含まれていると思われるが、須賀川は江戸中期から製瓦業が盛んな土地柄で、田善は後に自作の銅版画や肉筆洋風画にしばしば動的で生き生きとした煙を描き入れている点や、松平定信に「雲煙が原画と甚だしく相違しているのはどういうわけか」と質問され、田善は直様「原画を模写するのは難しくなかったけれども、実際の雲煙を試みました」と答えた逸話がある点から、田善が煙に特別な関心を寄せていたのは間違いない。

### 銅版画習得
寛政3年（1791年）兄が死に、兄の息子が一時継ぐものの別に一家を持ったため、田善が染物業を継いだ。寛政6年（1794年）白河藩藩主であった松平定信に経緯は不明ながら、取り立てられ扶持を賜る。そして、4年間、長崎にて銅版画の研究に努めた。『永田由緒書』や『退閑雑記』（後篇巻一）では、定信が領地巡回のおり須賀川に昼食ため立ち寄った居室に、田善が描いた「江戸芝愛宕山図屏風」に目を止めて呼び寄せたという。その命により、当時定信に随行し白河にいた谷文晁に洋風画を学び、帯刀も許される。「亜欧堂」の堂号は、定信からアジアとヨーロッパに亘るという意味で授けられた号である。寛政8年（1796年）、白河城下に屋敷を賜って移り住んだ。銅版画を制作するにあたり、銅版の上に線条以外の腐蝕を防ぐため、グランドといわれる下地を作るのであるが、このグランドに田善は漆を使用したと思われ、それによって、銅板式の木版画「比翼塚の図」を残している。独自の銅版画を描き、その師については司馬江漢とも、定信に仕える蘭学者とも、長崎のオランダ人に学んだともいわれている。江漢は、性格が鈍重で飲み込みが遅いとして田善を破門したが、後に田善の方が銅版画の技術は上だと評価し、退けたことを後悔したという逸話が残る。

### 晩年
文化13年（1816年）定信の子松平定永が桑名に移封されたのを機に、御用絵師を辞し町絵師に戻る。銅版画制作を続けようとしたようだが、エッチングに必要な銅版や硝酸が以前ほど手に入らないため、所有の銅版を地元の商人に譲り、これで扇面や絹布、ふくさなどに刷って土産物として売りだした。田善自身の制作は次第に日本画に移っていき、洋風画を加味しつつも月遷の様式が強い絵を地元民のために描いた。しかし、経済的には苦しく、息子の不行状が重なるなか、文政5年（1822年）75歳で没する。須賀川北町の寺格の高い禅寺、長禄寺に葬られた。法名は一翁如且居士。
現在、田善の作品は油彩画15点、銅版画90点近く確認されている。弟子に遠藤香村、遠藤田一（曙山田一）、安田田騏、新井令恭など。その洋風表現は、葛飾北斎や歌川国芳らの浮世絵にも影響を与えた。
後の子孫の一人に、特撮監督の円谷英二がいる。

## 代表作

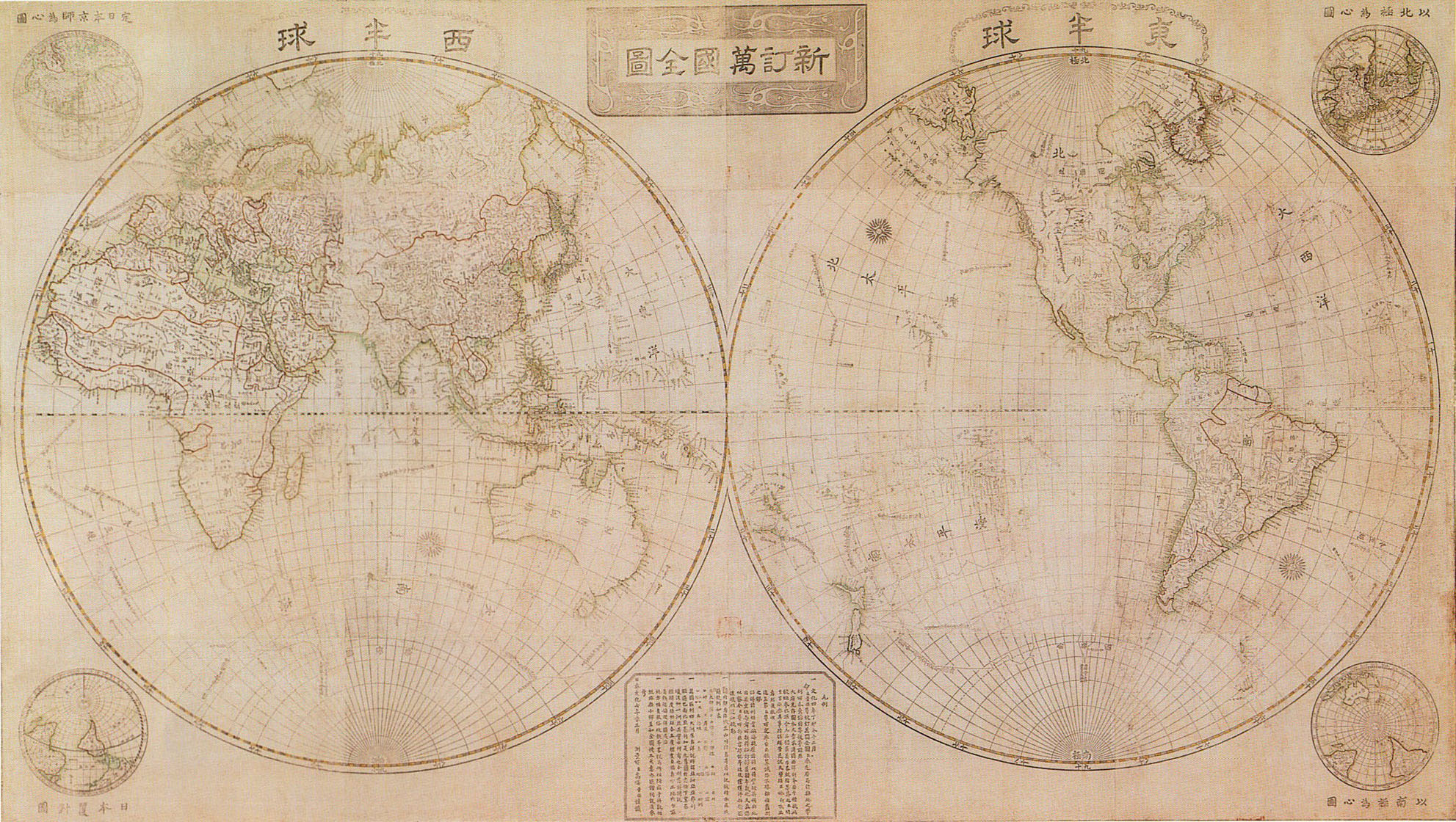
新訂万国全図 文化7年（1810年）

### 肉筆画
油彩作品
浅間山図屏風は紙本。洋人曳馬図は板絵の絵馬。それ以外は絹本。
- 「浅間山図屏風」 東京国立博物館 六曲一隻 文化年間頃 重要文化財（2010年指定）
- 「両国図」 秋田市立千秋美術館[6] 一幅 絹本 34.0x66.5cm 寛政後半から文化年間頃
- 「塩焼風景図」 個人蔵
- 「墨堤観桜図」 府中市美術館寄託
- 「甲州猿橋之眺望」 府中市美術館
- 「三囲雪景図」 板橋区立美術館寄託
- 「山水人物図」 板橋区立美術館寄託
- 「七里ヶ浜遠望図」 福島県立博物館寄託
- 「七里ヶ浜図」 桑折町文化記念館
- 「洋人曳馬図」 小野町・東堂山満福寺 享和2年（1802年）
- 「今戸瓦焼図」 神戸市立博物館
- 「水辺牽馬之図」 宮内庁三の丸尚蔵館
- 「江戸街頭風景図」 東京芸術大学大学美術館
- 「江戸城返風景図」 東京芸術大学大学美術館

着色作品
- 「観瀑図」 板橋区立美術館寄託 紙本
- 「海浜アイヌ図」 個人蔵 府中市美術館寄託 絹本
- 「遠藤猪右衛門像」 須賀川市立博物館寄託 絹本
- 「柳唐子遊図」 秋田市立千秋美術館[6] 紙本 119.8x51.4cm
- 「猛虎図」 大雲院 (京都市) 絹本 文政4年（1821年） 望月玉蟾に倣う[7]

### 銅版作品
- 「銅版画東都名所図」 1帖（25図） 須賀川市立博物館 重要文化財（2012年指定）銅製原版4枚（7図）を伴う
- 「銅版画見本帖」 1帖（12図） 須賀川市立博物館 重要文化財（2012年指定）銅製原版1枚（2図）を伴う
- 「新訂万国全図」 福島県立美術館など 製作指導は高橋景保 文化7年（1810年）
- 「医範提綱内象銅版図」 1808年 著者は宇田川玄真
- 「ぜルマニヤ廓中之図」
- 「コロンブス謁見図」
- 「江戸名所」

## その他

### ドキュメンタリー
- 日曜美術館「“日本に生まれたオランダ人”亜欧堂田善」（2023年2月5日、NHK Eテレ）[8]

## 参考資料
- 細野正信 『亜欧堂田善 須賀川が生んだ銅版画家』 福島中央テレビ〈ふくしま文庫16〉、1975年
- 磯崎康彦 『亜欧堂田善の研究』 雄松堂書店、1980年
- 細野正信編 『日本の美術232 江漢と田善』 至文堂、1985年
- 『亜欧堂田善作品集』 須賀川市立博物館編集・出版、2001年
- 展覧会図録
  - 『生誕250年記念特別展 江戸の和蘭人 亜欧堂田善』 須賀川市立博物館、1998年4-5月
  - 『亜欧堂田善の時代』 府中市美術館、2006年3-4月
- 磯崎康彦『亜欧堂田善の生涯と蘭学』玲風書房、2015年